# فابیان اشنابل
فابیان اشنابل (انگلیسی: Fabian Schnabel؛ زادهٔ ۱۸ دسامبر ۱۹۹۳) بازیکن فوتبال اهل آلمان است.
از باشگاه‌هایی که در آن بازی کرده‌است می‌توان به باشگاه فوتبال رید اشاره کرد.